# 于镜涛

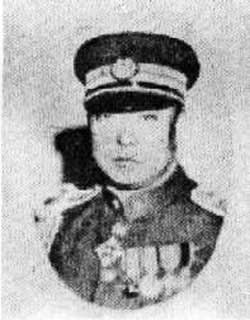

于鏡濤（1896年—1986年4月），字鑑寰，吉林長春人，中華民国、满洲国、中華人民共和国政治人物。

## 生平
1909年出生于吉林省长春市。1920年春哈尔滨“吉林省立甲种商业学校”毕业。1920年春在哈尔滨临时警察局充见习巡官。1920年秋充哈尔滨顾乡屯街警察所分所长。1921年1月中东铁路哈尔滨车站路警第一段副段长。1922年2月中东铁路路警第四段段长（驻一面坡）。1923年5月中东铁路路警第六段段长（驻长春宽城子）。1925年9月中东铁路路警处副处长。1926年3月兼东省特别区警官高等学校教务长。
“九一八事变”后1931年10月任东省特别区警备总队长兼警察高等学校教務長。1933年春东省特别区警备队改编为游动警察队，兼队长。1935年春游动警察队解散，中东铁路路警处副处长解职。1935年11月任哈尔滨特别市警察厅长。1937年7月首都警察厅警察总监。
1938年2月，改任国務院民生振興会議委員。1940年5月，任濱江省省長兼协和会省本部长、兴农合作社会长、满洲赤十字社支部长、满洲军人后援会支部长。1941年4月至1944年1月任通化省公署实业厅厅长。1943年4月，任奉天省省長兼协和会省本部长、兴农合作社会长、满洲赤十字社支部长、满洲军人后援会支部长。1945年3月，任新設的国民勤劳部大臣兼勤劳奉公队总司令。
日本投降时，关东军任命精通俄语的于镜涛为新京市长并代理伪国务总理大臣。以市长身份通过广播电台向重庆方面报告：“长春市一切市政由于镜涛接收等待中央来”。同时，还将伪满“简任级”、“荐任级”八十多人收罗起来，安置职务，有已经分配职务的，有的仍支原薪等候任用。首都警察厅改为长春市公安总局，派首都警察厅理事官赵万斌为局长，康德新闻社改为东北日报社，原编辑于莲容为社长。市政府内派崔正儒为财务处长，曹肇元为总务处长，王某为交通处长，其余的也都拟定，尚未发表。并把原来长春市所属各机关也都指定负责人，市政府一切事务由总务处长曹肇元负责办理。“当时市署存款约有两千万元满洲国币，于镜涛分给了市政府内新派的处长级每人得五、六十万元或二、三十万元不等，于镜涛自己拿四百余万元，存在玉茗魁商号，并给警卫队团长樵铭远一百万元，宪兵总团司令官刘尚华五万元。1945年8月30日进驻长春市的苏联红军指定曹肇元为长春市长。 于鏡濤被苏联红军逮捕，押往苏联。1950年，他被苏联送还中華人民共和国，关押在撫順战犯管理所。1966年获得特赦释放。安置在長春市图书馆任职，还曾任長春市政治協商会議文史委員会委員。
1986年4月因患脑血栓 逝世。享年91岁。